# Cranbury
Cranbury ist ein Census-designated place im Cranbury Township des Middlesex County im Bundesstaat New Jersey der USA. Das U.S. Census Bureau hat bei der Volkszählung 2020 eine Einwohnerzahl von 2.200 ermittelt.

## Geografie
Nach dem United States Census Bureau hat Cranbury eine Gesamtfläche von 3,2 km².

## Demographie
Nach der Volkszählung von 2000 gab es in Cranbury 2008 Menschen, 703 Haushalte und 534 Familien. Die Bevölkerungsdichte beträgt 625,2 Einwohner pro km². 88,35 % der Bevölkerung sind Weiße, 1,89 % Afroamerikaner, 0,00 % amerikanische Ureinwohner, 8,12 % Asiaten, 0,00 % pazifische Insulaner, 0,20 % anderer Herkunft und 1,44 % Mischlinge. 1,49 % sind Latinos unterschiedlicher Abstammung.
Von den 703 Haushalten haben 45,7 % Kinder unter 18 Jahre. 69,4 % davon sind verheiratete, zusammenlebende Paare, 5,0 % sind alleinerziehende Mütter, 23,9 % sind keine Familien, 20,3 % bestehen aus Singlehaushalten und in 10,2 % Menschen sind älter als 65. Die Durchschnittshaushaltsgröße beträgt 2,79, die Durchschnittsfamiliengröße 3,27.
30,9 % der Bevölkerung sind unter 18 Jahre alt, 2,4 % zwischen 18 und 24, 30,1 % zwischen 25 und 44, 23,3 % zwischen 45 und 64, 13,2 % älter als 65. Das Durchschnittsalter beträgt 39 Jahre. Das Verhältnis Frauen zu Männer beträgt 100:91,2, für Menschen älter als 18 Jahre beträgt das Verhältnis 100:86,2.
Das jährliche Durchschnittseinkommen der Haushalte beträgt 104.444 USD, das Durchschnittseinkommen der Familien 129.877 USD. Männer haben ein Durchschnittseinkommen von 95.316 USD, Frauen 44.500 USD. Der Pro-Kopf-Einkommen der Stadt beträgt 51.095 USD. 2,2 % der Bevölkerung und 1,1 % der Familien leben unterhalb der Armutsgrenze, davon sind 4,0 % Kinder oder Jugendliche jünger als 18 Jahre und 1,4 % der Menschen sind älter als 65.